# 東浦町立生路小学校
東浦町立生路小学校（ひがしうらちょうりつ いくじしょうがっこう）は、愛知県知多郡東浦町にある公立小学校。

## 校区
- 大字生路が校区である。公立中学校の場合の進学先は東浦町立東浦中学校である[1]。

## 沿革
- 1877年（明治10年）10月7日 - 藤江学校から分離し、生路村に生路学校が開校する。
- 1878年（明治11年） - 生路村と石浜村が合併して生浜村となる。
- 1882年（明治15年） - 生浜村が生路村と石浜村に分村する。
- 1887年（明治20年） -
  - 生路村と石浜村が合併して生浜村となる。
  - 石浜学校と生路学校を統合し、尋常小学生浜学校となる。
- 1889年（明治22年）4月1日 - 町村制施行に伴い、生浜村が分村して生路村と石浜村が発足。
- 1891年（明治24年）4月 - 生路村と石浜村が合併して生浜村が成立。
- 1892年（明治25年）5月 -
  - 生浜村が生路村と石浜村に分村する。
  - 尋常小学生浜学校が生路尋常小学校（生路村）と片葩尋常小学校（石浜村）に分立する。
- 1906年（明治39年）5月1日 - 森岡村の一部、緒川村、石浜村、生路村、藤江村が合併し、東浦村が発足。
- 1908年（明治41年） - 藤江尋常高等小学校と生路尋常小学校が統合され、東浦第三尋常小学校となる。校区は藤江、生路となる。旧・藤江尋常高等小学校校舎を南仮教場、旧・生路尋常小学校校舎を北仮教場とする。
- 1912年（大正元年） - 藤江尋常小学校（藤江）と生路尋常小学校（生路）に分立する。
- 1925年（大正14年）3月 - 校舎を増築する。
- 1940年（昭和15年）5月 - 校舎を新築（鉄筋コンクリート造）し、移転する。
- 1941年（昭和16年）4月1日 - 生路国民学校に改称する。
- 1947年（昭和22年）4月1日 - 東浦村立生路小学校に改称する。
- 1948年（昭和23年）6月1日 - 東浦村が町制を施行し、東浦町となる。同時に東浦町立生路小学校に改称する。
- 1956年（昭和31年） - 校舎を増築する。
- 1962年（昭和37年）12月 - 体育館が完成する。
- 1975年（昭和50年） - 特別教室棟（現・音楽室）が完成する。
- 1983年（昭和58年） - 特別教室棟（現・北棟）が完成する。
- 1986年（昭和61年） - 管理棟が完成する。旧校舎（1940年完成。1956年増築）を取り壊す。
- 1992年（平成4年） - 新屋内運動場が完成する。
- 2007年（平成19年） - 校舎を増築する。

## 交通アクセス
- JR東海武豊線東浦駅下車、徒歩約25分。
- 東浦町運行バス東浦高校線「生路小学校北」バス停より徒歩約3分。

## 周辺施設
- 愛知県立東浦高等学校
- 東浦生路郵便局
- 知多信用金庫東浦支店